# Hedwig von Bredow
Hedwig von Bredow, geb. von Stechow, auch Hedwig von Bredow-Bredow (* 19. Dezember 1853 in Kotzen, Westhavelland; † 29. August 1932 in Tsumeb, heute Namibia) war eine deutsche Verbandsfunktionärin und Autorin von Briefen über Afrika vor dem Ersten Weltkrieg.

## Leben
Hedwig von Bredow war eine Tochter von Eduard von Stechow auf Kotzen und seiner Frau Auguste, geb. von Voss aus dem Hause Münte. Friedrich Ludwig von Stechow war ihr Großvater. Am 16. August 1870 heiratete sie Wichard von Bredow auf Bredow (1841–1905). Aus der Ehe gingen vier Kinder hervor.
Bedeutung erlangte Hedwig von Bredow ab 1920 als langjährige Vorsitzende des Frauenbundes der Deutschen Kolonialgesellschaft in Berlin. Sie unternahm zwischen 1908 und 1928 auch selbst mehrere ausgedehnte Reisen, u. a. nach Indien, Ost- und Südwestafrika. 1919 beteiligte sie sich am Empfang der rückkehrenden Ostafrikatruppe in der Schweiz. Für ihre Verdienste hierbei wurde sie mit dem Verdienstkreuz und der Denkmünze der schweizerischen Regierung für Gefangenenfürsorge ausgezeichnet.
Sie starb auf einer Reise nach Süd- und Südwestafrika.

## Werke
- Rund um Afrika. Briefe von Hedwig von Bredow, Berlin 1931–32